# Hellsau

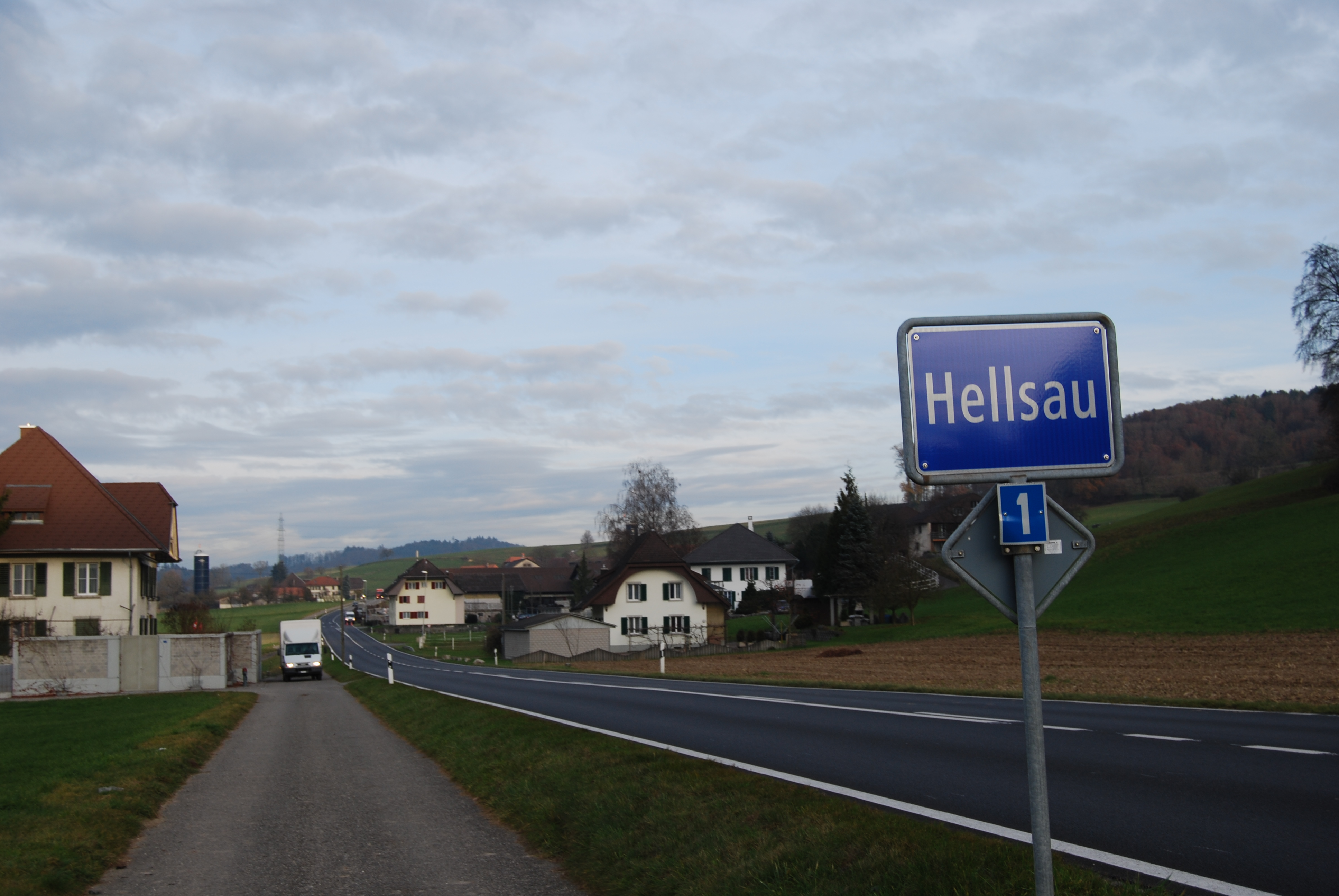
Hellsau

Hellsau là một đô thị thuộc huyện Emmental, bang Bern, Thụy Sĩ. Đô thị này có diện tích 1,5 km2, dân số thời điểm tháng 12 năm 2020 là 214 người.